# Doto crassicornis
Doto crassicornis är en snäckart som beskrevs av Michael Sars 1870. Enligt Catalogue of Life ingår Doto crassicornis i släktet Doto och familjen Dotoidae, men enligt Dyntaxa är tillhörigheten istället släktet Doto och familjen kottesniglar. Arten är reproducerande i Sverige. Inga underarter finns listade i Catalogue of Life.